# Casamento entre pessoas do mesmo sexo em Luxemburgo
O casamento entre pessoas do mesmo sexo se tornou legal em Luxemburgo em 1 de janeiro de 2015. Um projeto de lei para a legalização de tais casamentos foi promulgada pela Câmara dos Deputados no dia 18 de junho de 2014. A união civil já era de direito dos casais desde 2004.

## História

### Parcerias Registradas
Em 7 de dezembro de 1995, a parlamentar Lyndie Err do Partido Operário Socialista do Luxemburgo (LSAP) apresentou um projeto de lei para criar "uniões livres" em conjunto com o Partido Popular Social Cristão (CSV). Um projeto de lei para legalizar o casamento homossexual foi apresentado depois no dia de 9 de maio de 1996, pela parlamentar Renée Wagener, da oposição Os Verdes. Ambas as propostas não iriam ter um parecer do Conselho de Estado antes de 13 de junho de 2000.
O Governo de Juncker-Polfer consistindo da coalizão Partido Popular Social Cristão (CSV) e o Partido Democrata elaboraram em conjunto um projeto de lei que institui as parcerias registradas, aprovando em seu gabinete do dia 26 de abril de 2002. O Conselho de Estado criticou, em seu parecer em 13 de janeiro de 2004, tendo como base pacto civil de solidariedade (PaCS) francês como base, ao invés do estatuto do pacto belga de coabitação, que consideraram de qualidade legal superior. Além disso, recomendou-se a considerar a legalização do casamento entre pessoas do mesmo sexo novamente, uma vez que a Bélgica havia recentemente legalizado o casamento homossexual.
O projeto de lei do governo, junto com as duas propostas anteriores, foram debatidas e votadas em conjunto, em 12 de maio de 2004. A Câmara dos Deputados aprovou o projeto de lei de parceria, com 33 votos a favor (dos dois partidos), 7 votos contra (pelo ADR) e 20 abstenções (LSAP, os Verdes e A Esquerda).
O ato que que criou o direito de parcerias foi assinado em 9 de julho de 2004 e entrou em vigor em 1 de novembro de 2004. As parcerias, que são baseados no pacto civil de solidariedade (PaCS) francês, estão disponíveis para pessoas do mesmo sexo e casais de sexos opostos. Essas parcerias proporcionam muitos dos direitos do casamento em relação ao acesso ao bem-estar benefícios e vantagens fiscais, mas não é o mesmo que casamento. Eles não dão o direito de, conjuntamente, adotar crianças.

### O casamento do mesmo sexo
O Partido Popular Social Cristão, até 2009, era contra o casamento homossexual, apesar de o Primeiro Ministro ser do mesmo partido e manifestar seu apoio pessoal. Em julho de 2007, um movimento pedindo a legalização do casamento entre pessoas do mesmo sexo foi rejeitado pelo Parlamento, com 38 votos contrários e 22 votos favoráveis.
Em julho de 2009, o então recém-formado governo de Juncker-Asselborn anunciou a sua intenção de legalizar o casamento homossexual. Durante um debate em 19 de janeiro de 2010, o Ministro da Justiça, François Biltgen, anunciou que uma lei para legalizar o casamento do entre pessoas do mesmo sexo (com exceção de certos direitos de adoção) seriam finalizados antes das férias de verão do Parlamento. Em 9 de julho de 2010, o Governo aceitou o projeto de lei; em 10 de agosto de 2010, foi apresentado ao Parlamento.
Em Maio de 2012, o projeto de lei foi re-elaborado, e a votação não era esperada para antes de 2013. Em 27 de novembro de 2012, o Conselho de Estado emitiu uma resposta negativa para o projeto, mas pediu para o Parlamento abrir um debate sobre o tema. Alguns membros do Conselho, apresentaram seus votos em separado, apoiando o projeto de lei.
Em 6 de fevereiro de 2013, a Câmara de Assuntos Jurídicos da Comissão concordaram em aprovar a medida, dando abertura para legalizar o casamento entre pessoas do mesmo sexo. No dia 20 de fevereiro, o comitê inicialmente apoiou o direito à simples adoção por casais homossexuais, mas restringiu a plena adoção somente para casais de sexos opostos. Em 6 de Março de 2013, o comitê confirmou essa posição. No entanto, em 4 de junho, o Conselho de Estado emitiu uma segunda revisão rejeitando o acordo de permitir somente a simples adoção para os casais do mesmo sexo e restringindo a adoção plena apenas aos casais do sexo oposto. Em 19 de junho de 2013, a Comissão dos Assuntos Jurídicos dar aos casais do mesmo sexo o direito de adoção plena. O projeto estava previsto para ser votado pelo Parlamento no outono de 2013, no entanto, uma maior demora foi causada pelas eleições em outubro de 2013 e em sequência a renúncia do Governo Luxemburguês.
O acordo de coalizão do novo Governo, que tomou posse em 4 de dezembro de 2013 e liderada pelo Primeiro Ministro abertamente homossexual Xavier Bettel, incluiu os direitos ao casamento e adoção para casais do mesmo sexo, prevista para o primeiro trimestre de 2014. Em 8 de janeiro de 2014, o Ministro da Justiça, Felix Braz, afirmou que o parlamento iria votar o projeto de lei, no verão de 2014, e se aprovadas, entrariam em vigor antes do final de 2014.
Em 19 de março de 2014, a Câmara de Assuntos Jurídicos da Comissão concluiu os seus trabalhos sobre a reforma da lei do casamento e enviou para o Conselho de Estado, que lançou seu parecer, em 20 de maio de 2014. Em 28 de maio de 2014, a Comissão dos Assuntos Jurídicos aprovou o projeto de lei. Todos os partidos políticos, exceto ADR foram a favor. Em 18 de junho de 2014, o projeto de lei foi aprovado pela Câmara dos Deputados, com 56 votos a favor e 4 votos contrários. Em 24 de junho de 2014, o Conselho de Estado ignorou o pedido de uma segunda votação. foi promulgada pelo Grão-Duque Henri , em 4 de julho e publicado no Diário Oficial da União de 17 de julho de 2014. A lei entrou em vigor no dia 1 de janeiro de 2015.
O primeiro casamento homossexual em Luxemburgo, foi entre os Senhores Henri Lorenzo Huber e Jean-Paul Olinger, realizada pelo prefeito Roberto Traversini na câmara minicipal de Differdange, em 1 de janeiro de 2015. Em 15 de maio de 2015, o Primeiro Ministro Xavier Bettel casou-se com seu parceiro Gauthier Destenay em uma cerimônia privada na câmara municipal. Bettell tornou-se o primeiro líder de estado da União Europeia e o segundo chefe de estado do a se casar com uma pessoa do mesmo sexo.
A Câmara dos Deputados invalidou uma petição que exigia a revogação das leis sobre o casamento, a adoção e a reprodução assistida para casais do mesmo sexo. Em 16 de novembro de 2015, no entanto, um tribunal declarou a petição válida.
Em 7 de julho de 2015, uma proposta feita por um membro do Partido Reformista da Alternativa Democrática (ADR) para organizar um referendo nacional sobre a abertura do casamento e adoção para casais do mesmo sexo, foi rejeitada por todos os membros de cada partido político na Câmara dos Deputados.
Em 19 de novembro de 2015, o Governo apresentou um projeto de lei para garantir o reconhecimento de pessoas do mesmo sexo casamento realizado no exterior, antes de 1 de janeiro de 2015. Em 19 de abril de 2016, foi aprovado pela Câmara dos Deputados, por 50 votos a 3. Em 3 de maio, o Conselho de Estado deu o seu consentimento para ignorar uma segunda votação na Câmara. A lei foi promulgada em 23 de maio, publicado no Diário Oficial no dia 1 de junho, e entrou em vigor em 5 de junho de 2016.

#### Estatísticas
Em 2015, cerca de 120 pessoas do mesmo sexo casamento se casaram em Luxemburgo. A maioria aconteceu na Cidade de Luxemburgo e na cidade de Esch-sur-Alzette, respectivamente, as duas maiores cidades do país. 7% de todos os casamentos realizados no país foram entre pessoas do mesmo sexo.

## Opinião pública
Em 2006, o Instituto Angus Reid Global Monitor revelou que 58% dos luxemburgueses apoiavam o casamento entre pessoas do mesmo sexo.
Em abril de 2013, o Instituto Polimonitor fez uma pesquisa encomendada pelo jornal Luxemburger Wort e pelo grupo RTL mostrou que 83% da população apoiava o casamento entre pessoas do mesmo sexo e 55% apoiava a adoção para casais homossexuais.
Em 2015 o Eurobarómetro mostrou que 75% dos luxemburgueses tinham a opinião de que o casamento entre pessoas do mesmo sexo deveria ser permitido em toda a Europa, 20% foram contra.